# Eduard Fenzl
Eduard Fenzl (15 de febrero de 1808 - 29 de septiembre de 1879) fue un botánico austríaco .

## Vida
Ya en el gimnasium, en Krems an der Donau, Fenzl se ocupó del estudió de la flora.
En 1825 se inscribe en el Departamento de Medicina en Viena. En 1833 defendió su tesis de grado de doctor en medicina: "Versuch еinеr Darstellung d. geographischen Verbreitungs- und Vertheilungs-Verhältnisse d. natürlichen Familie der Alsineen in der Polaregion und eines Theiles der gemässigten Zone der alten Welt". Y luego, Fenzl es auxiliar de Botánica en el laboratorio de Jacquin.
Trabajó junto con Endlicher. En 1836, cuando Endlicher fue designado como encargado del Departamento Botánico del Museo de Historia Natural de la corte, Fenzl ocupó el lugar de ayudante. Aquí Fenzl ayudó a Endlicher en el desarrollo de "Genera plantarum", después de monografiar las familias Cyperaceae, Chenopodeae, Amarantaceae, Mesembryanthemeae, Portulaceae, Caryophylleae y Phytolaccaceae.
En 1840 Endlicher asciende en el Departamento de Botánica, y Fenzl ocupó su lugar del encargado. Después de la muerte de Endlicher en 1849 es designado profesor de Botánica, y al mismo tiempo como encargado curador del museo.
De los numerosos trabajos de Fenzl en sistemática de plantas se deben observar las investigaciones destacadas en la "Flora Rossica" de Ledebour para las familias Alsineae, Portulacaceae y Paronychraceae y Gypsophila, y también Alsineae para "Flora Samojedorum" de Ruprecht.

## Obra

### Como autor
- Dissertatio inauguralis medico-botanica sistens extensionem et distributionem geographicam Alsinearum familiae naturalis per terras arcticas partemque zonae temperatae orbis antiqui 1833

- Sertum Cabulicum. Enumeratio Plantarum Quas in Itinere Inter Dera-Ghazee-Khan Et Cabul, Mensibus Majo Et Junio 1833 Collegit Dr Martin Honigberger. Accedunt Novarum Vel Minus Cognitarum Stirpium Icones Et Descriptiones Parte 1, 8 pp. 1836

- Novarum stirpium decas I-X 1839

- Pugillus Plantarum novarum Syriae et Tauri occidentalis primus 1842

- Illustrationes et descriptiones plantarum novarum Syriae et Tauri occidentalis 1843

- Über die Stellung der Gattung Oxera im natürlichen Systeme 1843

- Über die Blütezeit der Paulownia imperialis 1851

- … Differential-Charaktere der Arten der Gattung Cyperus 1855

- Bildliche Naturgeschichte des Pflanzenreiches in Umrissen nach seinen wichtigsten Ordnungen 1855

### Como editor
- Theodor Kotschy. Abbildungen und Beschreibungen neuer und seltener Thiere 1843

- Franz Xaver Freiherr von Wulfen. Flora Norica Phanerogama 1858

### Taxa
- Muscari azureum Fenzl
- Viola crassifolia Fenzl

## Honores
- miembro de la Academia Vienesa de Ciencias
- y vicepresidente de la Sociedad de Horticultura[1]

### Epónimos
Géneros
- (Myrtaceae) Fenzlia Endl.[2]

- (Polemoniaceae) Fenzlia Benth.[3]

Especies
- (Araceae) Philodendron fenzlii Engl.[4]

- (Aspleniaceae) Asplenium fenzlii Ettingsh.[5]

- (Asteraceae) Centaurea fenzlii Reichardt[6]

- (Asteraceae) Lactuca fenzlii N.Kilian & Greuter[7]

- (Capparaceae) Streblocarpus fenzlii Parl.[8]

- (Caryophyllaceae) Silene fenzlii Boiss. & Balansa[9]

- (Cucurbitaceae) Corallocarpus fenzlii Hook.f.[10]

- (Fabaceae) Astragalus fenzlii Boiss.[11]

- (Fabaceae) Telis fenzlii Kuntze[12]

- (Fagaceae) Quercus fenzlii Kotschy[13]

- (Illecebraceae) Scleranthus fenzlii Rchb.[14]

- (Lamiaceae) Calamintha fenzlii Vis.[15]

- (Lamiaceae) Micromeria fenzlii Regel[16]

- (Lamiaceae) Satureja fenzlii Nyman[17]

- (Pinaceae) Pinus fenzlii Antoine & Kotschy ex Carrière[18]

- (Portulacaceae) Calandrinia fenzlii Barnéoud[19]

- (Portulacaceae) Cistanthe fenzlii (Barnéoud) Carolin ex Hershk.[20]

- (Ranunculaceae) Ranunculus fenzlii Boiss.[21]

- (Rosaceae) Potentilla fenzlii Lehm.[22]

- (Zingiberaceae) Etlingera fenzlii (Kurz) Škorničk. & M.Sabu[23]

- (Zingiberaceae) Hornstedtia fenzlii K.Schum.[24]

## Fuente
- Esta obra contiene una traducción  derivada de «Фенцль, Эдуард» de Wikipedia en ruso, publicada por sus editores bajo la Licencia de documentación libre de GNU y la Licencia Creative Commons Atribución-CompartirIgual 4.0 Internacional.